# Glycyphana hybrida
Glycyphana hybrida är en skalbaggsart som beskrevs av Miksic 1970. Glycyphana hybrida ingår i släktet Glycyphana och familjen Cetoniidae. Inga underarter finns listade i Catalogue of Life.